# Globe (Arizona)
Globe város az USA Arizona államában. Lakosainak száma 7249 fő (2020. április 1.).

## Népesség
A település népességének változása:

| 2010 | 7 532 |
| 2020 | 7 249 |